# ウィリアム・フェクテラー
ウィリアム・モロー・フェクテラー（William Morrow Fechteler、1896年3月6日 - 1967年7月4日）は、アメリカ合衆国の海軍軍人。最終階級は海軍大将。
第二次世界大戦中は上陸支援部隊指揮官として太平洋戦線で活動し、冷戦期のハリー・S・トルーマンおよびドワイト・D・アイゼンハワー政権下において大西洋艦隊司令長官、第13代アメリカ海軍作戦部長を務めた。また、ビアク島の戦いにおいて神風特別攻撃隊編成以前に「神風」的な攻撃に遭遇した経験も有する。

## 生涯

### 生い立ちから大佐時代
ウィリアム・モロー・フェクテラーは1896年3月6日にカリフォルニア州サンラファエルに生まれる。父のオーガスタス・フランシス・フェクテラーは、1857年にカール大帝ゆかりの地であるプロイセン王国パーダーボルンで生まれて幼少期にアメリカに移ったドイツ系アメリカ人で、海軍軍人となって第一次世界大戦前後には戦艦部隊などを指揮し、1921年に少将の地位で亡くなった。フェクテラーの1歳年下の弟であるフランク・カスパー・フェクテラーも同じく海軍軍人となったが、父の死から1年後の1922年に航空事故で殉職した。バックレイ級護衛駆逐艦の「フェクテラー」 (USS Fechteler, DE-157) とギアリング級駆逐艦の「フェクテラー」 (USS Fechteler, DD-870) の艦名は父オーガスタスと弟フランクにちなむ。
フェクテラーは海軍兵学校（アナポリス）に進み、1916年に卒業。卒業年次から「アナポリス1916年組」と呼称されたこの世代からは、太平洋艦隊司令長官兼太平洋軍最高司令官や統合参謀本部議長を務めたアーサー・W・ラドフォード、フェクテラーの次の海軍作戦部長ロバート・カーニー、空母任務部隊を指揮し三軍統合問題で海軍を追われたジェラルド・F・ボーガンらがいる。
卒業後、フェクテラーは少尉候補生として戦艦「ペンシルベニア」 (USS Pennsylvania, BB-38) 乗組みとなり、第一次世界大戦参戦を迎える。大戦終結後は大西洋艦隊勤務、駆逐艦配属、母校アナポリスでの生徒連隊の指導将校や講師を歴任。1930年から1932年の間は戦艦「ウェストバージニア」 (USS West Virginia, BB-48) で砲術科の副長を務める。1935年には駆逐艦「ペリー」 (USS Perry, DD-340) の艦長に就任。その後は偵察艦隊砲術士官やアナポリス講師、戦闘艦隊駆逐部隊司令を務め、駆逐部隊司令のポストで1941年12月8日の真珠湾攻撃を迎える。大佐に昇進した1942年から1943年にかけては航海局が改名した人事局で副局長を務め、1943年8月10日から1944年1月13日までは戦艦「インディアナ」 (USS Indiana, BB-58) 艦長を務めた。

### ビアク島
1944年1月18日、フェクテラーは少将に昇進。トーマス・C・キンケイド中将（アナポリス1908年組）率いる第7艦隊のスタッフとして加えられ、第77任務部隊（第8上陸支援部隊）司令官となった。第7艦隊はダグラス・マッカーサー陸軍大将の南西太平洋軍の陸上部隊とともにニューギニア島北岸沿いを西進しており、4月下旬にはホーランジアを制圧して（ホーランジアの戦い）ワクデ島も手中に収め、次なる目標はビアク島となった。守る日本軍の方針がぶれていた間隙を突き、フェクテラー率いる第77任務部隊に輸送された第41歩兵師団（ホレース・ヒュラー陸軍少将）は5月27日早朝、ビアク島南岸ボスネック海岸に上陸を開始する。第77任務部隊は7.5ノットの低速力であったが日本軍に全く見つからず、上陸は全くの奇襲となった。フェクテラーはオーストラリア海軍のヴィクター・クラッチレー少将率いる第77.2任務群およびラッセル・S・バーキー少将率いる第77.3任務群とともに火力支援に任じた。
5月27日午後、フェクテラーの旗艦である駆逐艦「サンプソン」 (USS Sampson, DD-394) は依然としてボスネック海岸で火力支援を行っていたが、その時、超低空で4機の日本機が部隊に突入してきた。4機のうち2機は撃墜され、残る2機のうち1機は被弾して退散、最後の1機はフェクテラーが乗る「サンプソン」めがけて突入してきたが被弾の影響でわずかに外れ、駆潜艇SC-699に命中して爆発し、損傷を与えた。フェクテラーは無事であった。この攻撃は、日本陸軍飛行第五戦隊長高田勝重少佐率いる4機の「屠龍」によるもので、後刻「特攻のさきがけ」として「駆逐艦2隻撃沈、2隻大破」の戦果を挙げたと喧伝された。フェクテラーは第77任務部隊とともにモロタイ、レイテおよびリンガエンと馳せ参じ、1945年3月までその職にあった。

### 海軍作戦部長へ
1945年3月からは戦線を離れ、ワシントンに戻って再び人事局副局長を務める。また、1946年から1947年にかけては太平洋艦隊戦艦・巡洋艦部隊の司令官も務め、1947年2月1日付で中将に昇進した。中将に昇進後のフェクテラーは海軍作戦部入りして人事担当の次長に就任し、1950年1月までそのポストにあった。1950年2月1日に大将となって大西洋艦隊司令長官に就任して、1951年8月まで在職した。
1951年7月22日、第12代海軍作戦部長であるフォレスト・シャーマン大将（アナポリス1918年組）はナポリ滞在中に心臓発作に襲われて急死。これを受け、フェクテラーが第13代の海軍作戦部長に任命された。海軍最高位のポストに就いたフェクテラーは、シャーマン時代から続く極東、ヨーロッパ水域及び朝鮮戦争にかかわる海軍の活動に関する全責任を引き継いだ。1951年から1952年にかけて、フェクテラーはヨーロッパに二度、アジアに一度足を踏み入れ、その一方では経済状況に応じてフォレスタル級航空母艦の建造計画を修正し、また海軍関係者のための福利厚生の充実にも尽力した。世界最初の原子力潜水艦である「ノーチラス」 (USS Nautilus, SSN-57) の建造が計画され起工したのも、フェクテラーの海軍作戦部長時代のことである。
1953年、時のアイゼンハワー大統領によってポストの交換が行われ、南ヨーロッパ方面のNATO部隊司令官を務めていた、アナポリスの同期のカーニーに代わってフェクテラーが南ヨーロッパ方面NATO部隊司令官となり、カーニーは第14代の海軍作戦部長となった。フェクテラーはナポリに赴いて南ヨーロッパ方面NATO部隊司令官の職を1956年7月まで務め、このポストを最後に退役した。退役後のフェクテラーは国防総省における人事報酬検討の特別調査委員会委員や、ゼネラル・エレクトリック社に設置された原子力事業本部の顧問を務めた。フェクテラーは1967年7月4日の独立記念日にメリーランド州ベセスダのベセスダ海軍病院で71歳の生涯を閉じ、父や弟も眠るアーリントン国立墓地に葬られた。

## 受章歴
| Gold star |  |                                                                     |
|           |  | V                                                                   |
|           |  | Gold star                                                           |
| Gold star |  | Silver star · Bronze star · Bronze star · Bronze star · Bronze star |
|           |  | Gold star · Gold star                                               |

| 1st Row | 海軍殊勲章 / 一個金星章                 | 海軍殊勲章 / 一個金星章                 | 海軍殊勲章 / 一個金星章                 | 海軍殊勲章 / 一個金星章                 | 海軍殊勲章 / 一個金星章  | 海軍殊勲章 / 一個金星章  | 海軍殊勲章 / 一個金星章  | 海軍殊勲章 / 一個金星章  | 海軍殊勲章 / 一個金星章                       | 海軍殊勲章 / 一個金星章                       | 海軍殊勲章 / 一個金星章                       | 海軍殊勲章 / 一個金星章                       |
| 2nd Row | 陸軍殊勲章                              | 陸軍殊勲章                              | 陸軍殊勲章                              | 陸軍殊勲章                              | レジオン・オブ・メリット | レジオン・オブ・メリット | レジオン・オブ・メリット | レジオン・オブ・メリット | ブロンズスター・メダル / V徽章                | ブロンズスター・メダル / V徽章                | ブロンズスター・メダル / V徽章                | ブロンズスター・メダル / V徽章                |
| 3rd Row | 海軍功績章リボン                        | 海軍功績章リボン                        | 海軍功績章リボン                        | 海軍功績章リボン                        | 海軍派遣勲章             | 海軍派遣勲章             | 海軍派遣勲章             | 海軍派遣勲章             | 第一次世界大戦戦勝記念章 / 大西洋戦線従事略章 | 第一次世界大戦戦勝記念章 / 大西洋戦線従事略章 | 第一次世界大戦戦勝記念章 / 大西洋戦線従事略章 | 第一次世界大戦戦勝記念章 / 大西洋戦線従事略章 |
| 4th Row | アメリカ本土防衛従軍記章 / 艦隊従事略章 | アメリカ本土防衛従軍記章 / 艦隊従事略章 | アメリカ本土防衛従軍記章 / 艦隊従事略章 | アメリカ本土防衛従軍記章 / 艦隊従事略章 | アメリカ従軍記章         | アメリカ従軍記章         | アメリカ従軍記章         | アメリカ従軍記章         | 太平洋戦争従軍記章 / 九個従軍星章             | 太平洋戦争従軍記章 / 九個従軍星章             | 太平洋戦争従軍記章 / 九個従軍星章             | 太平洋戦争従軍記章 / 九個従軍星章             |
| 5th Row | 第二次世界大戦戦勝記念章                | 第二次世界大戦戦勝記念章                | 第二次世界大戦戦勝記念章                | 第二次世界大戦戦勝記念章                | 国土防衛従軍章           | 国土防衛従軍章           | 国土防衛従軍章           | 国土防衛従軍章           | フィリピン自由メダル / 二個星章               | フィリピン自由メダル / 二個星章               | フィリピン自由メダル / 二個星章               | フィリピン自由メダル / 二個星章               |

海軍殊勲章はニューギニアの戦いおよびフィリピンの戦い、二度目の殊勲章に代わる金星章は海軍作戦部長の職務、レジオン・オブ・メリットは二度目の人事局副局長の職務、V徽章付ブロンズスター・メダルは「インディアナ」艦長時代の職務に対して、それぞれ授与された。